# Afrikai foltosbéka
Az afrikai foltosbéka (Hoplobatrachus occipitalis) a kétéltűek (Amphibia) osztályának békák (Anura) rendjébe, ezen belül a Dicroglossidae családjába tartozó faj.

## Előfordulása
Algéria, Angola, Benin, Burkina Faso, Burundi, Kamerun, a Közép-afrikai Köztársaság, Csád, Kongói Köztársaság, a Kongói Demokratikus Köztársaság, Elefántcsontpart, Egyenlítői-Guinea, Etiópia, Gabon, Gambia, Ghána, Guinea, Bissau-Guinea, Kenya, Libéria, Líbia, Mali, Mauritánia, Marokkó, Niger, Nigéria, Ruanda, Szenegál, Sierra Leone, Szudán, Tanzánia, Togo, Uganda, Nyugat-Szahara és Zambia területén honos.
A természetes élőhelyei szubtrópusi vagy trópusi síkvidéki esőerdők, száraz szavannák szezonálisan elöntött  füves területek, folyók, édesvízi tavak, édesvízi mocsarak, szántóföldek, legelők, vidéki kertek, erősen lepusztult korábbi erdők és tavak.

## Megjelenése
A hím testhossza 68-110 milliméter, nőstényé 110-135 milliméter. A hím testtömege 68-110 gramm, nőstényé 235 gramm. A teste és a végtagok alapszíne sárgásbarna. A hátsó részen nagy sötétzöld és feketés foltok találhatók, amelyek alkalmanként sorokat képeznek. Ugyanolyan színű foltok vannak a felső ajkakon és a végtagokon.